# Donatella Versace
Pour les articles homonymes, voir Versace (homonymie).
Donatella Francesca Versace [donaˈtɛlla franˈtʃeska verˈsaːtʃe], née le 2 mai 1955 à Reggio de Calabre en Italie, est une styliste italienne. Elle est la sœur du créateur de mode Gianni Versace, fondateur de la maison de couture milanaise Versace, et de Santo Versace.

## Biographie
Née à Reggio de Calabre, Donatella grandit avec ses frères aînés Gianni et Santo, et découvre la mode grâce à sa mère, qui fabrique des robes. Donatella Versace suit son frère Gianni, de neuf ans son aîné, pour réaliser des études de mode à Florence. Elle seconde très tôt son frère Gianni dans son travail de création et devient son bras droit dès la création de sa marque en 1978. Très liée à lui, elle contribue par son charisme et sa personnalité au caractère flamboyant des créations Versace. Donatella Versace devient personnellement responsable de la création de la ligne Versus, l’un des labels de la maison Versace.
Après l'assassinat de son frère en 1997, Donatella devient vice-présidente du groupe de luxe et créatrice pour l’ensemble des lignes Versace. Ses créations actuelles, bien qu’inscrites dans la continuité de l’esprit et de l’esthétique fondés par son frère Gianni, sont en partie le reflet — pour la mode féminine — de sa propre féminité. Autant qu'une créatrice l'est, elle est aussi personnellement, comme du vivant de son frère, l’un des emblèmes de la maison Versace.[réf. nécessaire]
Dans le testament de Gianni Versace, celui-ci lègue 20 % de sa société à Donatella et 30 % à son frère Santo. Le reste des parts est destiné à Allegra, la fille de Donatella, qui n'a que 11 ans lors du décès du créateur. Cette dernière, en fêtant sa majorité en juin 2004, est devenue l’héritière de la maison de couture.
Donatella a conçu le Palazzo Versace Australia Resort situé sur la Gold Coast, Queensland, Australie, qui a ouvert ses portes en septembre 2000, et a joué un rôle majeur dans la conception du Palazzo Versace Dubai, le deuxieme hotel du Palazzo Versace, qui a ouvert en novembre 2016,.

## Dans la culture
Versace est mentionnée dans la chanson Gulabi Ankhein du film  Student of the Year.
Le 5 octobre 2013 sur Lifetime Network, est diffusé pour la première fois House of Versace, un film basé sur les divers événements liés à la famille Versace. Gina Gershon tient le rôle de Donatella Versace.
Lady Gaga a écrit une chanson à propos de Donatella dans son album ARTPOP. Dans une interview, elle évoque cette chanson : « C'est ma lettre d'amour à Donatella Versace. C'est une chanson pop, incroyable, folle et fun (…). Ça parle d'une femme qui n'a peur de rien et qui se moque de ce que les gens pensent d'elle. Ça dit qu'il faut être fier de ce que l'on est et qu'il faut continuer à avancer dans la vie, quoi qu'il se passe. Donatella est peut-être une s...ope, elle est peut-être trop mince, elle est peut-être trop riche, elle est peut-être trop excentrique. Ou alors, elle est peut-être brillante, elle est peut-être intelligente, elle est peut-être forte, elle est peut-être tout, elle est peut-être Donatella,. »
La deuxième saison de la série d'anthologie American Crime Story, intitulée The Assassination of Gianni Versace, se penche sur le parcours du meurtrier de Gianni Versace, Andrew Cunanan. Le rôle de Donatella y est interprété par l'actrice espagnole Pénélope Cruz.
En 2022, Donatella Versace rejoint les musiciennes Dua Lipa et Megan Thee Stallion sur scène lors de la 64e édition des Grammy Awards. Elles portent des robes noires assorties et Versace les rejoint sur scène pour déclipser une partie de chaque robe afin de révéler des looks différents.Le spectacle est un hommage à un sketch entre Mariah Carey et Whitney Houston lors des VMAs de 1998,,.
En 2023, Versace crée une robe bustier à épingles à nourrice en tweed blanc, avec des accents de perles et des détails de fleurs de camélia, qui est portée par Anne Hathaway au Met Gala.
En mars 2025, elle annonce quitter le poste de directrice artistique chez Versace, après 28 ans à occuper le poste.

## Philanthropie
En 1998, Versace organise, avec le top model Naomi Campbell, un défilé de mode au profit du Nelson Mandela Children's Fund, ce qui lui permet de récolter des milliers de dollars. La même année, Versace organise un défilé de mode caritatif lors du Fire & Ice Ball en Californie, afin de récolter des fonds pour le Revlon/UCLA Women's Cancer Research Program. Le bal a permis de collecter 1,8 million de dollars pour l'organisation caritative.
En 2010, Donatella Versace fait un don de £20,000 au 20:20 Fashion Fund de l'école de mode londonienne Central Saint Martins. Les fonds sont destinés à l'achat de nouveaux équipements pour l’école.
En 2021, Donatella et sa fille font un don de £200,000 pour aider à lutter contre la pandémie de COVID-19. Le don est destiné aux soins intensifs de l’hôpital San Raffaele à Milan, Italie.

## Distinctions
- 2004 : Prix Bambi de la mode[18]
- 2005 : Prix mondial de la mode en tant que 'Designer of the Year', lors des Women's World Awards[19].
- 2008 : Présidente d'honneur du Fashion Fringe[20].
- 2009 : Présidente d'honneur du Fashion Fringe pour la deuxième année consécutive[21].
- 2010 : Woman of the Year de Glamour[22].
- 2017 : Prix de l'icône de la mode de l'année décerné par le British Fashion Council[23],[24].
- 2018 : International CFDA Award[25].
- 2018 : Prix de l'icône de la mode aux GQ Awards de Berlin[26].
- 2023 : Prix humanitaire pour l'équité et l'inclusivité lors de la remise des prix de la mode durable de la Camera Nazionale della Moda Italia[27].